# Concierto para piano n.º 12 (Mozart)
El Concierto para piano n.º 12 en la mayor, K. 414 (385p), también conocido como Concierto «pequeño la mayor», fue escrito en otoño de 1782 en Viena. 

## Estructura
Está compuesto para piano solo, dos oboes, dos fagotes (opcional), dos trompas, y cuerdas (violines, violas, cellos, y contrabajos). Al igual que los otros dos primeros conciertos que escribió Mozart a su llegada a Viena, se trata de una obra modesta que puede ser interpretada tan solo por un cuarteto de cuerda y piano (i.e., "a quattro").
Consta de tres movimientos:
1. Allegro en la mayor.
2. Andante en re mayor.
3. Allegretto en la mayor.

Fue el primero de una serie de tres conciertos para piano (junto con el KV 413 y el KV 415) que Mozart interpretó en sus conciertos de Cuaresma en 1783. El rondó del concierto en la mayor, KV 386 ha sido considerado por verios expertos como un final alternativo a la obra; sin embargo, el KV 386 no puede ser interpretado "a quattro", y la partitura autógrafa muestra que el finale habitual comienza en la misma página en la que termina el movimiento lento.  
A pesar de la maturaleza modesta y de la instrumentación de este concierto, sobresale entre las primeras producciones de Mozart. Aunque los tres primeros conciertos vieneses (nos. 11, 12 y 13) representan un retroceso formal en comparación con sus inmediatos predecesores, especialmente el concierto n.º 9, "Jeunehomme", este concierto es un precursor de sus posteriores obras maduras en términos de su efecto musical.  
El segundo movimiento es notable por sus préstamos de un tema de una obertura a La calamita de cuori de Johann Christian Bach, antiguo educador de Mozart en Londres, que había fallecido el 1 de enero de 1782. En vista de estos acontecimientos, Mozart escribió a su padre sobre la muerte de Bach, diciendo en esta carta '¡que calamidad para el mundo musical!', además podemos observar el Andante como un epitafio musical del joven hombre para el viejo maestro.